# 篠原村 (滋賀県)
篠原村（しのはらむら）は、滋賀県野洲郡にあった村。現在の野洲市の南東部、日野川の右岸、東海道本線（琵琶湖線）・篠原駅の南西一帯にあたる。

## 地理
- 河川：新家棟川、光善寺川

## 歴史
- 1889年（明治22年）4月1日 - 町村制の施行により、大篠原村・小堤村・入町村・長島村・高木村・小南村の区域をもって発足。
- 1955年（昭和30年）4月1日 - 祇王村・野洲町と合併し、改めて野洲町が発足。同日篠原村廃止。

## 交通

### 鉄道路線
村域を東海道本線が通過したが、駅は所在しなかった。篠原駅が隣接する近江八幡市に所在。

### 道路
- 国道8号